# Tribromid tetrabromofosfonia
Tribromid tetrabromofosfonia je anorganická sloučenina se sumárním vzorcem PBr7, jeden z bromidů fosforu. Sloučenina je solí skládající se z tetrabromofosfoniového kationtu a tribromidového aniontu. Nelze ji tedy považovat za sloučeninu obsahující sedmimocný fosfor. Za běžných podmínek má podobu červených hranolovitých krystalů. Lze ho připravit sublimací směsi bromidu fosforečného a bromu.